# Syndrome de Dubowitz
Le syndrome de Dubowitz est l'association d'un retard de croissance intra-utérin, d'une petite taille, d'une microcéphalie, d'eczéma, d'un comportement particulier, et d'un visage particulier.

## Prévalence
Ce syndrome semble atteindre toutes les populations.

## Description
La microcéphalie est la caractéristique la plus constante de ce syndrome. En dépit de la microcéphalie, l'intelligence est rarement sévèrement atteinte, mais il y a souvent un retard mental plus ou moins modéré. Un comportement particulier est rapporté avec hyperactivité, troubles de l'attention et de la concentration. Le faciès caractéristique de ce syndrome décrit par le pédiatre britannique Victor Dubowitz (en) associe un front haut ou fuyant, un aplatissement et un élargissement au niveau de l'arcade sourcilière et de la racine du nez, des sourcils latéraux peu fournis, des fentes palpébrales courtes, un ptosis, des anomalies oculaires et de conformation de la bouche. Les sujets masculins présentent souvent des malformations génito-urinaires avec hypospadias et cryptorchidie. D'autres signes congénitaux assez fréquents peuvent associer des fossettes sacrées, une clinodactylie des auriculaires, et des deuxième et troisième orteils confondus au niveau cutané par syndactylie . 

Les patients atteints souffrent fréquemment d'un eczéma cutané ainsi que d'infections à répétition témoignant d'une baisse de la concentration des immunoglobulines A.

Une fréquence élevée de tumeurs malignes sanguines, osseuses ou nerveuses est rapportée.

## Conseil génétique
La transmission de cette pathologie est récessive.

## Sources
1. 1 2  « Orphanet: Syndrome de Dubowitz » (consulté le 14 mai 2024)
2. 1 2  « Dictionnaire médical de l'Académie de Médecine » (consulté le 14 mai 2024)

- (en) Orphanet
- (en) Online Mendelian Inheritance in Man, OMIM (TM). Johns Hopkins University, Baltimore, MD. MIM Number:273750